# A Breath of Scandal
A Breath of Scandal is een Amerikaanse filmkomedie uit 1960 onder regie van Michael Curtiz.

## Verhaal
De Oostenrijkse prinses Olympia wordt verliefd op de Amerikaan Charlie Foster.

## Rolverdeling
| Acteur                | Personage       |
| --------------------- | --------------- |
| Sophia Loren          | Prinses Olympia |
| Maurice Chevalier     | Prins Philip    |
| John Gavin            | Charlie Foster  |
| Angela Lansbury       | Gravin Lina     |
| Isabel Jeans          | Prinses Eugénie |
| Tullio Carminati      | Albert          |
| Milly Vitale          | Revuedanseres   |
| Carlo Hinterman       | Prins Ruprecht  |
| Roberto Risso         | Adjudant        |
| Friedrich von Ledebur | Graaf Sandor    |
| Adrienne Gessner      | Amelia          |
| Luigi Cimara          |                 |
| Waveney Lee           |                 |
| Walter Varndal        |                 |